# أناكسارخوس
أناكسارخوس /ˌænəɡˈzɑːrkəs/ (باليونانية: Ἀνάξαρχος) ( 380 - 320 قبل الميلاد) كان فيلسوفًا يونانيًا من مدرسة ديموقريطوس. رافق الإسكندر الأكبر إلى آسيا، جنبًا إلى جنب مع بيرون. تشير التقارير عن آرائه الفلسفية إلى أنه كان رائدًا للمشككين اليونانيين.

## حياة
ولد أناكسارخوس في أبديرا في تراقيا. وكان رفيق وصديق الإسكندر الأكبر في حملاته الآسيوية. لكن علاقته بالإسكندر كانت غامضة بسبب المصادر المتناقضة. يصور البعض أناكسارخوس على أنه مُتملق، ومن بينهم بلوتارخ، الذي يروي قصة أنه في باكترا، في عام 327 قبل الميلاد، في مناظرة مع كاليسثنيس، نصح أناكسارخوس الجميع بعبادة الإسكندر كإله حتى أثناء حياته. في المقابل، يصور آخرون أنكسارخوس على أنه ساخر لاذع تجاه الملك. بالنسبة الى ديوجين لايرتيوس، ردًا على ادعاء الإسكندر بأنه ابن زيوس عمون، أشار أناكسارخوس إلى جرحه النازف وقال: "انظر إلى دماء البشر، ليس إيخور كما يتدفق من عروق الآلهة الخالدة.". 
عندما كان الإسكندر يحاول إظهار الهويته حتى يقوم اليونانيون والمقدونيون بأداء التهليل له، قال أناكسارخوس إن الإسكندر "يمكن اعتباره إلهًا أكثر عدلاً من ديونيسوس أو هيراكليس" (أريانوس، 104).
ويقول ديوجين لايرتيوس إن أناخسرخوس كسب عداوة نيقكريون طاغية قبرص بنكتة غير لائقة ضد الطغاة في وليمة في صور عام 331 ق.م. لاحقًا، عندما أُجبر أناكسارخوس على الرسو في قبرص ضد إرادته، أمر نيقكريون بضربه بقذائف الهاون حتى الموت. تحمل الفيلسوف هذا التعذيب بثبات، وسخر من الملك قائلاً: "فقط اسحق كيس أناكسارخوس، لا تسحق أناكسارخوس". وعندما هدد نيقكريون بقطع لسانه، قام أناكسارخوس بنفسه بقطعه وبصقه في وجهه.

## فلسفة
لا يُعرف سوى القليل جدًا عن آرائه الفلسفية. يُعتقد أنه يمثل حلقة وصل بين مذهب ديموقريطوس الذري، وشكوكية تلميذه بيرون. كما أنه يشترك في السمات الأخلاقية مع المدارس الساخرة والبرقة.
يقال إن أناكسارخوس قد درس على يد ديوجين سميرنا، الذي درس بدوره على يد ميترودورس من خيوس، الذي اعتاد أن يعلن أنه لا يعرف شيئًا، ولا حتى حقيقة أنه لا يعرف شيئًا. بالنسبة الى سيكستوس إمبيريكوس، أناكسارخوس "قارن الأشياء الموجودة بلوحة المشهد وافترض أنها تشبه الانطباعات التي تحدث أثناء النوم أو الجنون."  يقال إن بيرون قد تبنى "أنبل فلسفة"، تحت تأثير أناكسارخوس. يأخذ شكل اللاأدرية وتعليق الحكم." ويقال  أناخسارخوس قد امتدح "لامبالاة بيرون وبرودته". ويقال  كان يمتلك "الثبات والقناعة في الحياة"، مما أكسبه لقب "الثبات والقناعة في الحياة". لقب eudaimonikos ("محظوظ").
ويبدو أن شكوكه كانت عملية، حيث افترض أن الموقف الوحيد القابل للتطبيق في مواجهة عدم اليقين في الوجود هو السعي وراء السعادة أو اليودايمونيا ، والتي من الضروري من أجل تحقيقها تنمية اللامبالاة. ووفقا له، فإن الجهد المبذول للتمييز بين الحقيقة والباطل من خلال الحواس هو أمر عديم الفائدة ومضر بالسعادة.
كتب عملاً اسماه "عن الملوك". وفيه يفترض أن المعرفة لا فائدة منها دون القدرة على معرفة متى يجب ان تتكلم وماذا تقول في كل مناسبة.
يذكر بلوتارخ أنه أخبر الإسكندر الأكبر أن هناك عددًا لا حصر له من العوالم، مما جعل الأخير يشعر بالاكتئاب لأنه لم يغزو حتى واحدًا.